# Mischa Zverev
Pour les articles homonymes, voir Zverev.
Ne pas confondre avec Alexander Zverev, son frère cadet, également joueur de tennis.
Mischa Zverev, né le 22 août 1987 à Moscou, est un joueur de tennis allemand, professionnel entre 2005 et 2022.

## Biographie
Mikhail Alexandrovich « Mischa » Zverev est le fils du joueur de tennis soviétique Alexander Zverev Sr. et le frère aîné d'Alexander Zverev, également joueur professionnel. Depuis 2021, il est le manager de ce dernier.

## Carrière
Il commence bien sa saison 2009 puisqu'il atteint la finale de l'Open de Brisbane en double avec Fernando Verdasco. À l'Open 13, il atteint les quarts de finale en éliminant Arnaud Clément avant de se faire battre par Novak Djokovic. Il participe ensuite au tournoi de Delray Beach et est éliminé en huitième de finale par Florent Serra (3-6, 6-4, 4-6). Malgré une victoire face à Gilles Simon à Rome, il ne parvient pas à confirmer le reste de la saison.
Début 2010, il atteint les demi-finales de l'Open 13 de Marseille, battu par Michaël Llodra (1-6, 63-7).
En 2015, il atteint la finale de l'Open de Munich en double avec son frère cadet Alexander Zverev.
En 2016, il refait surface à partir de septembre avec l'US Open en sortant des qualifications, il passe le Français Pierre-Hugues Herbert (6-4, 7-66, 4-6, 6-0), mais perdant sèchement contre l'Américain Jack Sock. Il fait un quart de finale à l'Open de Shenzhen, en battant la tête de série numéro 7, Fabio Fognini, et chutant en deux tie breaks contre Richard Gasquet. Il réalise ensuite un gros tournoi au Masters 1000 de Shanghai en sortant d'abord des qualifications. Puis il bat Nick Kyrgios (6-3, 6-1) au second tour, et Marcel Granollers (64-7, 6-4, 6-1) pour ainsi se qualifier en quart de finale. Il rivalise contre le no 1 mondial Novak Djokovic, au point de le pousser dans ses derniers retranchements (avec 30 coups gagnants pour 21 fautes directes), perdant finalement (6-3, 64-7, 3-6 alors qu'il menait 6-3, 2-0) après plus de 2 h 20 de jeu.
Sur la tournée en salle, au tournoi de Bâle, il sort des qualifications, bat au premier tour Taylor Fritz et Guido Pella au tour suivant en deux manches. Avant de battre le no 3 mondial Stanislas Wawrinka, (6-2, 5-7, 6-1) en 1 h 53 pour devenir le premier joueur issu des qualifications à aller en demi-finale à Bâle depuis 2005, et c'est ainsi la première fois que Zverev bat un membre du Top 10 mondial depuis 2010 et sa victoire face à Nikolay Davydenko, à Shanghaï. Il perd dans le dernier carré, contre Marin Čilić (6-4, 5-7, 3-6) en 2 h 11 après avoir tout de même fait souffrir le Croate.

### 2017. Meilleure saison en carrière et meilleur classement
En 2017, il atteint pour la deuxième fois de sa carrière le troisième tour d'un tournoi du Grand Chelem lors de l'Open d'Australie, en battant notamment le 19e mondial John Isner, après avoir écarté une balle de match et été mené deux manches à rien, dans un combat de 4 h 10 de jeu. Il rallie ensuite les huitièmes de finale où il crée la sensation en éliminant le no 1 mondial, Andy Murray en quatre sets (7-5, 5-7, 6-2, 6-4) en 3 h 33, au bénéfice d'un service-volée très efficace,. En quarts de finale, il est battu par Roger Federer (1-6, 5-7, 2-6) en une heure et demie, ce qui met fin à son joli parcours.
Après des contre-performances, il se qualifie fin mai pour le tournoi de Genève. Il bat difficilement au premier tour Robin Haase (5-7, 7-66, 6-3), puis la tête de série numéro 4, John Isner (6-4, 65-7, 6-3) et Steve Johnson en quart en deux sets. En demi-finale, il bat le no 9 mondial Kei Nishikori (6-4, 3-6, 6-3) et atteint la seconde finale de sa carrière, la première sur terre battue, qu'il perd face à Stanislas Wawrinka (6-4, 3-6, 3-6).

## Palmarès

### Titre en simple messieurs
| No | Date       | Nom et lieu du tournoi                  | Catégorie | Dotation  | Surface      | Finaliste   | Score    |          |
| -- | ---------- | --------------------------------------- | --------- | --------- | ------------ | ----------- | -------- | -------- |
| 1  | 25-06-2018 | Nature Valley International, Eastbourne | ATP 250   | 661 085 € | Gazon (ext.) | Lukáš Lacko | 6-4, 6-4 | Parcours |

### Finales en simple messieurs
| No | Date       | Nom et lieu du tournoi                  | Catégorie | Dotation  | Surface      | Vainqueur          | Score         |          |
| -- | ---------- | --------------------------------------- | --------- | --------- | ------------ | ------------------ | ------------- | -------- |
| 1  | 20-09-2010 | Open de Moselle, Metz                   | ATP 250   | 398 250 € | Dur (int.)   | Gilles Simon       | 6-3, 6-2      | Parcours |
| 2  | 21-05-2017 | Banque Eric Sturdza Geneva Open, Genève | ATP 250   | 482 060 € | Terre (ext.) | Stanislas Wawrinka | 4-6, 6-3, 6-3 | Parcours |

### Titres en double messieurs
| No | Date       | Nom et lieu du tournoi                    | Catégorie   | Dotation    | Surface      | Partenaire       | Finalistes                   | Score             |          |
| -- | ---------- | ----------------------------------------- | ----------- | ----------- | ------------ | ---------------- | ---------------------------- | ----------------- | -------- |
| 1  | 09-06-2008 | Gerry Weber Open Halle (Westf.)           | Int' Series | 692 000 €   | Gazon (ext.) | Mikhail Youzhny  | Lukáš Dlouhý Leander Paes    | 3-6, 6-4, [10-3]  | Parcours |
| 2  | 29-09-2008 | AIG Japan Open Tennis Championships Tokyo | Series Gold | 769 000 $   | Dur (ext.)   | Mikhail Youzhny  | Lukáš Dlouhý Leander Paes    | 6-3, 6-4          | Parcours |
| 3  | 06-02-2017 | Open Sud de France Montpellier            | ATP 250     | 482 060 €   | Dur (int.)   | Alexander Zverev | Fabrice Martin Daniel Nestor | 6-4, 63-7, [10-7] | Parcours |
| 4  | 25-02-2019 | Abierto Mexicano Telcel por HSBC Acapulco | ATP 500     | 1 780 060 $ | Dur (ext.)   | Alexander Zverev | Austin Krajicek Artem Sitak  | 2-6, 7-64, [10-5] | Parcours |

### Finales en double messieurs
| No | Date       | Nom et lieu du tournoi          | Catégorie   | Dotation    | Surface      | Vainqueurs                            | Partenaire             | Score            |          |
| -- | ---------- | ------------------------------- | ----------- | ----------- | ------------ | ------------------------------------- | ---------------------- | ---------------- | -------- |
| 1  | 07-07-2008 | MercedesCup Stuttgart           | Series Gold | 547 000 €   | Terre (ext.) | Christopher Kas Philipp Kohlschreiber | Michael Berrer         | 6-3, 6-4         | Parcours |
| 2  | 05-01-2009 | Brisbane International Brisbane | ATP 250     | 484 750 $   | Dur (ext.)   | Marc Gicquel Jo-Wilfried Tsonga       | Fernando Verdasco      | 6-4, 6-3         | Parcours |
| 3  | 28-09-2009 | PTT Thailand Open Bangkok       | ATP 250     | 551 000 $   | Dur (int.)   | Eric Butorac Rajeev Ram               | Guillermo García-López | 7-64, 6-3        | Parcours |
| 4  | 27-04-2015 | BMW Open by FWU AG Munich       | ATP 250     | 439 405 €   | Terre (ext.) | Alexander Peya Bruno Soares           | Alexander Zverev       | 4-6, 6-1, [10-5] | Parcours |
| 5  | 01-02-2016 | Open Sud de France Montpellier  | ATP 250     | 463 520 €   | Dur (int.)   | Mate Pavić Michael Venus              | Alexander Zverev       | 7-5, 7-64        | Parcours |
| 6  | 19-06-2017 | Gerry Weber Open Halle          | ATP 500     | 1 836 660 € | Gazon (ext.) | Łukasz Kubot Marcelo Melo             | Alexander Zverev       | 5-7, 6-3, [10-8] | Parcours |
| 7  | 18-06-2018 | Gerry Weber Open Halle          | ATP 500     | 1 983 595 € | Gazon (ext.) | Łukasz Kubot Marcelo Melo             | Alexander Zverev       | 7-61, 6-4        | Parcours |
| 8  | 22-10-2018 | Swiss Indoors Basel Bâle        | ATP 500     | 1 984 420 € | Dur (int.)   | Dominic Inglot Franko Škugor          | Alexander Zverev       | 6-2, 7-5         | Parcours |

## Parcours dans les tournois duGrand Chelem

### En simple
| Année       | Open d'Australie | Open d'Australie | Internationaux de France | Internationaux de France | Wimbledon       | Wimbledon        | US Open         | US Open       |
| ----------- | ---------------- | ---------------- | ------------------------ | ------------------------ | --------------- | ---------------- | --------------- | ------------- |
| 2007        | 2e tour (1/32)   | Robby Ginepri    | —                        | —                        | 1er tour (1/64) | David Nalbandian | —               | —             |
| 2008        | 1er tour (1/64)  | Tommy Robredo    | 1er tour (1/64)          | Paul Capdeville          | 3e tour (1/16)  | S. Wawrinka      | 1er tour (1/64) | Tommy Robredo |
| 2009        | 1er tour (1/64)  | J. M. del Potro  | 1er tour (1/64)          | Potito Starace           | 2e tour (1/32)  | P. Petzschner    | 1er tour (1/64) | M. Granollers |
| 2010        | 1er tour (1/64)  | Łukasz Kubot     | 1er tour (1/64)          | Nicolas Mahut            | —               | —                | —               | —             |
| 2011        | 1er tour (1/64)  | Janko Tipsarević | 1er tour (1/64)          | P. Petzschner            | 1er tour (1/64) | Xavier Malisse   | —               | —             |
| 2012        | —                | —                | 1er tour (1/64)          | Julien Benneteau         | —               | —                | —               | —             |
| 2013 à 2015 | —                | —                | —                        | —                        | —               | —                | —               | —             |
| 2016        | —                | —                | —                        | —                        | —               | —                | 2e tour (1/32)  | Jack Sock     |
| 2017        | 1/4 de finale    | Roger Federer    | 1er tour (1/64)          | S. Napolitano            | 3e tour (1/16)  | Roger Federer    | 1/8 de finale   | Sam Querrey   |
| 2018        | 1er tour (1/64)  | Chung Hyeon      | 3e tour (1/16)           | Kevin Anderson           | 1er tour (1/64) | P.-H. Herbert    | 1er tour (1/64) | Taylor Fritz  |
| 2019        | 1er tour (1/64)  | Alexei Popyrin   | 1er tour (1/64)          | Richard Gasquet          | 1er tour (1/64) | Steve Darcis     | —               | —             |

N.B. : à droite du résultat se trouve le nom de l'ultime adversaire.

### En double
| Année       | Open d'Australie                                                                           | Open d'Australie                                                                         | Internationaux de France                                                                      | Internationaux de France                                                                      | Wimbledon                                                                         | Wimbledon | US Open | US Open |
| ----------- | ------------------------------------------------------------------------------------------ | ---------------------------------------------------------------------------------------- | --------------------------------------------------------------------------------------------- | --------------------------------------------------------------------------------------------- | --------------------------------------------------------------------------------- | --------- | ------- | ------- |
| 2007        | —                                                                                          | —                                                                                        | —                                                                                             | —                                                                                             | 1er tour (1/32) A. Kuznetsov \|\| style="text-align:left;" \| J. Erlich Andy Ram  | —         | —       |         |
| 2008        | 1er tour (1/32) M. Youzhny \|\| style="text-align:left;" \| M. Bhupathi M. Knowles         | 1er tour (1/32) C. Haggard \|\| style="text-align:left;" \| B. Soares D. Vemić           | —                                                                                             | —                                                                                             | 2e tour (1/16) I. Andreev \|\| style="text-align:left;" \| M. Gicquel S. Grosjean |           |         |         |
| 2009        | 1er tour (1/32) M. Youzhny \|\| style="text-align:left;" \| M. Bhupathi M. Knowles         | 2e tour (1/16) D. Vemić \|\| style="text-align:left;" \| R. De Voest A. Fisher           | 1er tour (1/32) D. Vemić \|\| style="text-align:left;" \| Bob Bryan Mike Bryan                | 2e tour (1/16) D. Vemić \|\| style="text-align:left;" \| Max Mirnyi Andy Ram                  |                                                                                   |           |         |         |
| 2010        | 1er tour (1/32) S. Stakhovsky \|\| style="text-align:left;" \| I. Andreev E. Korolev       | —                                                                                        | —                                                                                             | 1er tour (1/32) R. De Voest \|\| style="text-align:left;" \| L. Dlouhý L. Paes                | —                                                                                 | —         |         |         |
| 2011        | 1er tour (1/32) D. Toursounov \|\| style="text-align:left;" \| D. Brown R. Wassen          | —                                                                                        | —                                                                                             | —                                                                                             | —                                                                                 | —         | —       |         |
| 2012 à 2016 | —                                                                                          | —                                                                                        | —                                                                                             | —                                                                                             | —                                                                                 | —         | —       | —       |
| 2017        | 2e tour (1/16) N. Zimonjić \|\| style="text-align:left;" \| Bob Bryan Mike Bryan           | 2e tour (1/16) J.-L. Struff \|\| style="text-align:left;" \| Nick Kyrgios J. Thompson    | 1er tour (1/32) Dustin Brown \|\| style="text-align:left;" \| Rohan Bopanna É. Roger-Vasselin | 1er tour (1/32) M. Youzhny \|\| style="text-align:left;" \| C. Eubanks C. Harrison            |                                                                                   |           |         |         |
| 2018        | 1er tour (1/32) Paolo Lorenzi \|\| style="text-align:left;" \| Łukasz Kubot Marcelo Melo   | 1er tour (1/32) Paolo Lorenzi \|\| style="text-align:left;" \| M. González Nicolás Jarry | 1er tour (1/32) M. Fucsovics \|\| style="text-align:left;" \| Dominic Inglot Franko Škugor    | 1er tour (1/32) M. Baghdatís \|\| style="text-align:left;" \| Rohan Bopanna É. Roger-Vasselin |                                                                                   |           |         |         |
| 2019        | 1er tour (1/32) David Marrero \|\| style="text-align:left;" \| P.-H. Herbert Nicolas Mahut | 1er tour (1/32) Nedunchezhiyan \|\| style="text-align:left;" \| O. Marach Mate Pavić     | 2e tour (1/16) N. Monroe \|\| style="text-align:left;" \| Ivan Dodig Filip Polášek            | 1er tour (1/32) Benoît Paire \|\| style="text-align:left;" \| Marcelo Arévalo Jonny O'Mara    |                                                                                   |           |         |         |

N.B. : le nom du partenaire se trouve sous le résultat ; le nom des ultimes adversaires se trouve à droite.

## Parcours dans lesMasters 1000
| Année | Indian Wells          | Miami                   | Monte-Carlo              | Rome                     | Hambourg puis Madrid | Canada              | Cincinnati             | Madrid puis Shanghai      | Paris               |
| ----- | --------------------- | ----------------------- | ------------------------ | ------------------------ | -------------------- | ------------------- | ---------------------- | ------------------------- | ------------------- |
| 2008  | —                     | —                       | —                        | —                        | 1er tour I. Karlović | —                   | —                      | —                         | —                   |
| 2009  | 1er tour D. Köllerer  | 1er tour F. Gil         | —                        | 1/4 de finale R. Federer | —                    | 1er tour L. Mayer   | 1er tour P.-H. Mathieu | 1er tour F. González      | —                   |
| 2010  | 1er tour N. Almagro   | —                       | —                        | —                        | —                    | —                   | —                      | 1/8 de finale Juan Mónaco | —                   |
| 2011  | 2e tour T. Robredo    | 1er tour A. Seppi       | —                        | —                        | —                    | —                   | —                      | —                         | —                   |
| 2013  | 2e tour T. Berdych    | —                       | —                        | —                        | —                    | —                   | —                      | —                         | —                   |
| 2015  | 1er tour A. Mannarino | —                       | —                        | —                        | —                    | —                   | —                      | —                         | —                   |
| 2016  | —                     | —                       | —                        | —                        | —                    | —                   | 1er tour F. López      | 1/4 de finale N. Djokovic | 1er tour John Isner |
| 2017  | 3e tour D. Thiem      | 2e tour J. Donaldson    | 1er tour J. Veselý       | 1er tour T. Berdych      | 1er tour B. Ćorić    | 2e tour G. Dimitrov | 2e tour P. Carreño     | 1er tour J.-L. Struff     | 1er tour Chung H.   |
| 2018  | 2e tour S. Querrey    | 1er tour B. Paire       | 1/8 de finale R. Gasquet | —                        | 1er tour F. Delbonis | —                   | 2e tour G. Dimitrov    | 1er tour N. Jarry         | —                   |
| 2019  | 1er tour M. Kližan    | 2e tour N. Basilashvili | —                        | —                        | —                    | —                   | —                      | —                         | —                   |
| 2021  | —                     | 1er tour J. Duckworth   | —                        | —                        | —                    | —                   | —                      | n.o.                      | —                   |

N.B. : sous le résultat se trouve le nom de l’ultime adversaire.

## Victoires sur le top 10
Toutes ses victoires sur des joueurs classés dans le top 10 de l'ATP lors de la rencontre.
| Légende         |
| Grand Chelem    |
| Masters         |
| Jeux olympiques |
| Masters 1000    |
| 500 Series      |
| 250 Series      |
| Coupe Davis     |

| # | M.Z.   | Tournoi          | Année | Surface      | Adversaire         | Rang | Tour | Score              |
| - | ------ | ---------------- | ----- | ------------ | ------------------ | ---- | ---- | ------------------ |
| 1 | no 98  | Rotterdam        | 2008  | Dur (int.)   | David Ferrer       | no 5 | 1/8  | 6-2, 7-5           |
| 2 | no 76  | Rome             | 2009  | Terre battue | Gilles Simon       | no 7 | 1/8  | 6-4, 6-1           |
| 3 | no 45  | Stuttgart        | 2009  | Terre battue | Gilles Simon       | no 7 | 1/8  | 6-4, 6-2           |
| 4 | no 118 | Shanghai         | 2010  | Dur          | Nikolay Davydenko  | no 6 | 1/16 | 6-4, 7-63          |
| 5 | no 72  | Bâle             | 2016  | Dur (int.)   | Stanislas Wawrinka | no 3 | 1/4  | 6-2, 5-7, 6-1      |
| 6 | no 50  | Open d'Australie | 2017  | Dur          | Andy Murray        | no 1 | 1/8  | 7-5, 5-7, 6-2, 6-4 |
| 7 | no 33  | Genève           | 2017  | Terre battue | Kei Nishikori      | no 9 | 1/2  | 6-4, 3-6, 6-3      |

## Classements ATP en fin de saison
| Année          | 2002 | 2003 | 2004 | 2005 | 2006 | 2007 | 2008 | 2009 | 2010 | 2011 | 2012 | 2013 | 2014 | 2015 | 2016 | 2017 | 2018 |
| Rang en simple | 1345 | 776  | 690  | 552  | 157  | 80   | 80   | 78   | 82   | 209  | 159  | 174  | 724  | 172  | 51   | 33   | 69   |
| Rang en double | -    | 1412 | 845  | 697  | 181  | 117  | 66   | 87   | 352  | 303  | 198  | 269  | 1156 | 352  | 250  | 52   | 93   |

Source : (en) Classements de Mischa Zverev sur le site officiel de la Fédération internationale de tennis